# Dicaelus
Dicaelus is een geslacht van kevers uit de familie van de loopkevers (Carabidae). De wetenschappelijke naam van het geslacht is voor het eerst geldig gepubliceerd in 1813 door Bonelli.

## Soorten
Het geslacht Dicaelus omvat de volgende soorten:
- Dicaelus alternans Dejean, 1826
- Dicaelus ambiguus LaFerte-Senectere, 1841
- Dicaelus chermocki Ball, 1959
- Dicaelus costatus LeConte, 1848
- Dicaelus crenatus LeConte, 1853
- Dicaelus dilatatus Say, 1823
- Dicaelus elongatus Bonelli, 1813
- Dicaelus franclemonti Ball, 1991
- Dicaelus furvus Dejean, 1826
- Dicaelus laevipennis LeConte, 1848
- Dicaelus politus Dejean, 1826
- Dicaelus purpuratus Bonelli, 1813
- Dicaelus sculptilis Say, 1823
- Dicaelus suffusus (Sasey, 1913)
- Dicaelus teter Bonelli, 1813